# フィリピンバスケットボール連盟
フィリピンバスケットボール連盟（Samahang Basketbol ng Pilipinas）は、フィリピンにおける国内バスケットボール統括組織である。リーガ・フィリピナス、フィリピン女子バスケットボールリーグの運営も行っている。

## 歴史
フィリピンバスケット協会（BAP）として設立され、1936年、国際バスケットボール連盟（FIBA）に加盟。
フィリピンのバスケは長らくBAPが統括しており、バスケを国技として人気を得るまでにのし上げ、支え続けた。
ところが、2005年に入ると、ナショナルチームの招集を巡り、フィリピンプロバスケットボール協会（PBA）を始めとする各連盟間の対立が激しくなった。そのためBAPはフィリピンオリンピック委員会（POC）から資格停止を受け、一度オリンピックへの道を閉ざされる。
その後別の団体としてフィリピンバスケットボール連盟（SBP）を発足しFIBA加盟へ動いたが認められず。7月よりFIBAから資格停止となり、国際大会からも締め出された。
その間、自国開催の東南アジア競技大会が行われていたが、国技であるバスケットボール競技は開催されない最悪の事態となった。
2007年、BAPとSBPが統合。新団体SBPが誕生し、BAPに代わりFIBAの資格を得た。